# Pedro Naressi
Pedro Henrique Naressi Machado, noto semplicemente come Pedro (São José dos Campos, 10 gennaio 1998), è un calciatore brasiliano, centrocampista del Ludogorec.

## Caratteristiche tecniche
È un centrocampista centrale.

## Carriera
Cresciuto nel settore giovanile del Red Bull Brasil, nel 2016 viene ceduto in prestito al São José dos Campos dove colleziona 14 presenze nella terza divisione del Campionato Paulista. Di rientro dal prestito gioca in Copa Paulista e debutta nella prima divisione statale per poi passare al RB Bragantino dove gioca 11 incontri in Série B. Nel 2020 viene ceduto al Ceará dove esordisce nel Brasileirão giocando l'incontro pareggiato 2-2 contro il Fluminense. È passato allo Sport nel 2022, prima di fare la sua prima esperienza in Europa quando ha firmato con il Ludogorets Razgrad, dalla Bulgaria.

## Statistiche
Statistiche aggiornate al 30 novembre 2020.

### Presenze e reti nei club
| Stagione        | Squadra             | Campionato      | Campionato | Campionato | Coppe nazionali | Coppe nazionali | Coppe nazionali | Coppe continentali | Coppe continentali | Coppe continentali | Altre coppe | Altre coppe | Altre coppe | Totale | Totale | Totale |
| Stagione        | Squadra             | Comp            | Pres       | Reti       | Comp            | Pres            | Reti            | Comp               | Pres               | Reti               | Comp        | Pres        | Reti        | Pres   | Reti   |        |
| --------------- | ------------------- | --------------- | ---------- | ---------- | --------------- | --------------- | --------------- | ------------------ | ------------------ | ------------------ | ----------- | ----------- | ----------- | ------ | ------ | ------ |
| 2016            | São José dos Campos | A3/SP           | 14         | 1          | CB              | 0               | 0               |                    | -                  | -                  | CP          | 8           | 0           | 22     | 1      |        |
| 2016            | Red Bull Brasil     | A1/SP           | 0          | 0          | CB              | 0               | 0               |                    | -                  | -                  |             | -           | -           | 0      | 0      |        |
| 2017            | Red Bull Brasil     | A1/SP           | 0          | 0          | CB              | 0               | 0               |                    | -                  | -                  |             | -           | -           | 0      | 0      |        |
| 2018            | Red Bull Brasil     | A1/SP           | 0          | 0          | CB              | 0               | 0               |                    | -                  | -                  |             | -           | -           | 0      | 0      |        |
| 2019            | Red Bull Brasil     | A1/SP           | 1          | 0          | CB              | 0               | 0               |                    | -                  | -                  |             | -           | -           | 1      | 0      |        |
| 2019            | RB Bragantino       | A1/SP+B         | 0+11       | 0+1        | CB              | 0               | 0               |                    | -                  | -                  |             | -           | -           | 11     | 1      |        |
| 2020            | RB Bragantino       | A1/SP+A         | 3+0        | 0          | CB              | 0               | 0               |                    | -                  | -                  |             | -           | -           | 3      | 0      |        |
| 2020            | Ceará               | PD/CE+A         | 0+5        | 0+1        | CB              | 1               | 0               |                    | -                  | -                  |             | -           | -           | 6      | 1      |        |
| Totale carriera | Totale carriera     | Totale carriera | 34         | 3          |                 | 1               | 0               |                    | -                  | -                  |             | 8           | 0           | 43     | 3      |        |

## Palmarès

### Club

#### Competizioni nazionali
- Campionato bulgaro: 3

Ludogorec: 2022-2023, 2023-2024, 2024-2025
- Coppa di Bulgaria: 2

Ludogorec: 2022-2023, 2024-2025
- Supercoppa di Bulgaria: 3

Ludogorec: 2022, 2023, 2024